# Bit hilani

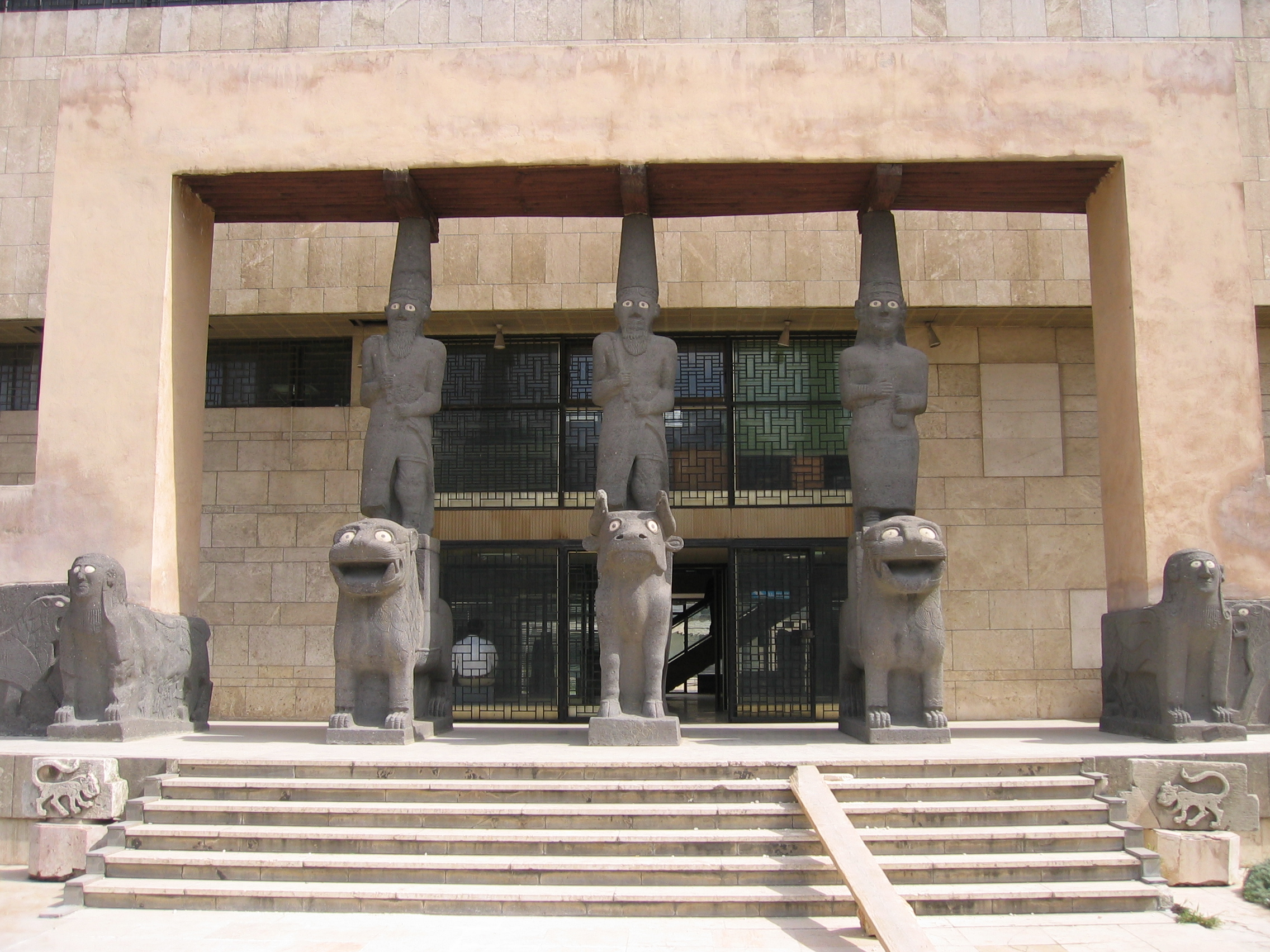
Entrée du Musée national d'Alep, reconstituant le portique du bīt hilani de Tell Halaf.

Le bīt hilani est un type d'édifices qui se trouve dans plusieurs édifices palatiaux de Syrie et de Mésopotamie du Nord vers la fin du IIe millénaire et le début du Ier millénaire av. J.-C., très répandu chez les Araméens et qui a connu un franc succès chez les architectes assyriens. Il s'agit d'un bâtiment constitué d'une unité architecturale caractérisée par le portique à colonnes qui surplombait son entrée. Le terme apparaît dans des textes assyriens à partir du IXe siècle, mais le type d'édifice a été repéré par des fouilles archéologiques sur des sites plus anciens.
Une forme ancienne de cette construction se trouve dans le palais du niveau IV d'Alalakh, en Syrie occidentale (XVe – XIVe siècles). Elle s'affirme dans les complexes palatiaux des capitales des royaumes araméens et néo-hittites du début du Ier millénaire, Tell Halaf (l'ancienne Guzana), Karkemish et Zincirli (Sam'al). Le bīt hilani de Tell Halaf était constitué de colonnes dont la base était constituée par lions supportant des divinités servant de colonnes. Après avoir entamé la conquête de ces régions à partir du IXe siècle, les Assyriens deviennent amateurs de ce genre de construction, qui traduit dans l'architecture leur ouverture aux influences araméennes. Les bīt hilani qu'ils construisent sont situés à proximité des palais royaux, mais isolés. Un de ces édifices a peut-être été dégagé sur la terrasse du palais de Dur-Sharrukin, les autres n'étant mentionnés que par des textes, notamment ceux de Ninive, et apparaissant peut-être dans des bas-reliefs.

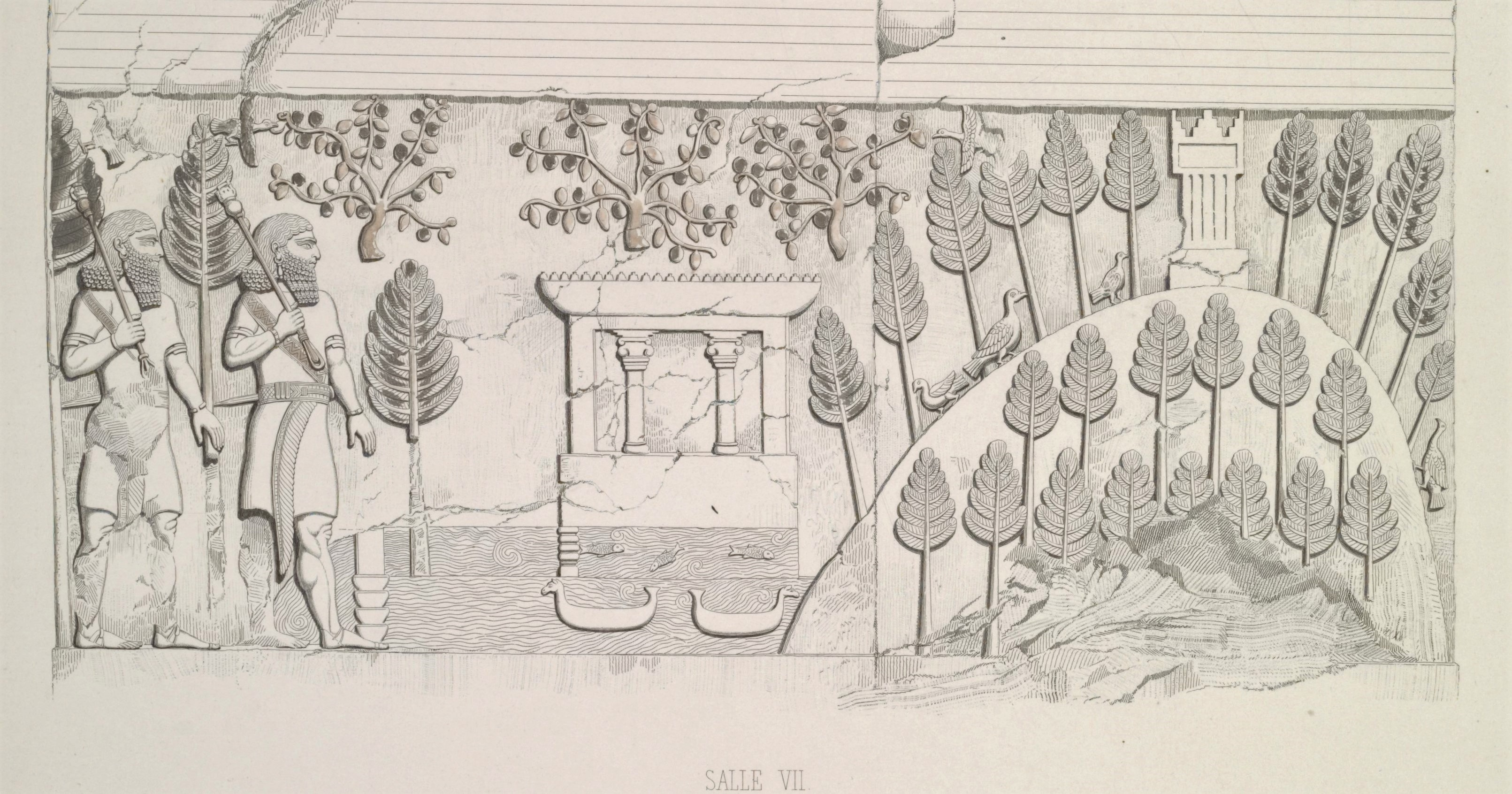
Jardin royal, avec édifice à colonne de type bit-hilani. Bas-relief du palais assyrien de Dur-Sharrukin (Khorsabad), copie par Eugène Flandin (1849).